# Creu de terme als afores de la Floresta
La creu de terme als afores de la Floresta és una creu de terme situada al límit dels municipis de la Floresta i Arbeca (les Garrigues), a la cruïlla del camí antic de Lleida i el camí d'Arbeca, o camí de la Creueta.
La creu, datada el 1791, va ser objecte de robatori el 2009, poc després d'haver estat sotmesa a una restauració del pal de pedra que l'aguantava. Un any més tard, la creu de ferro i el pal de pedra van ser refets per veïns de la Floresta, i es van col·locar sobre la peanya original, que els lladres no s'havien pogut endur, pel seu pes (més de 300 kg), i on hi ha inscripcions religioses i la data en què va ser plantada.